# Adidas Tango España

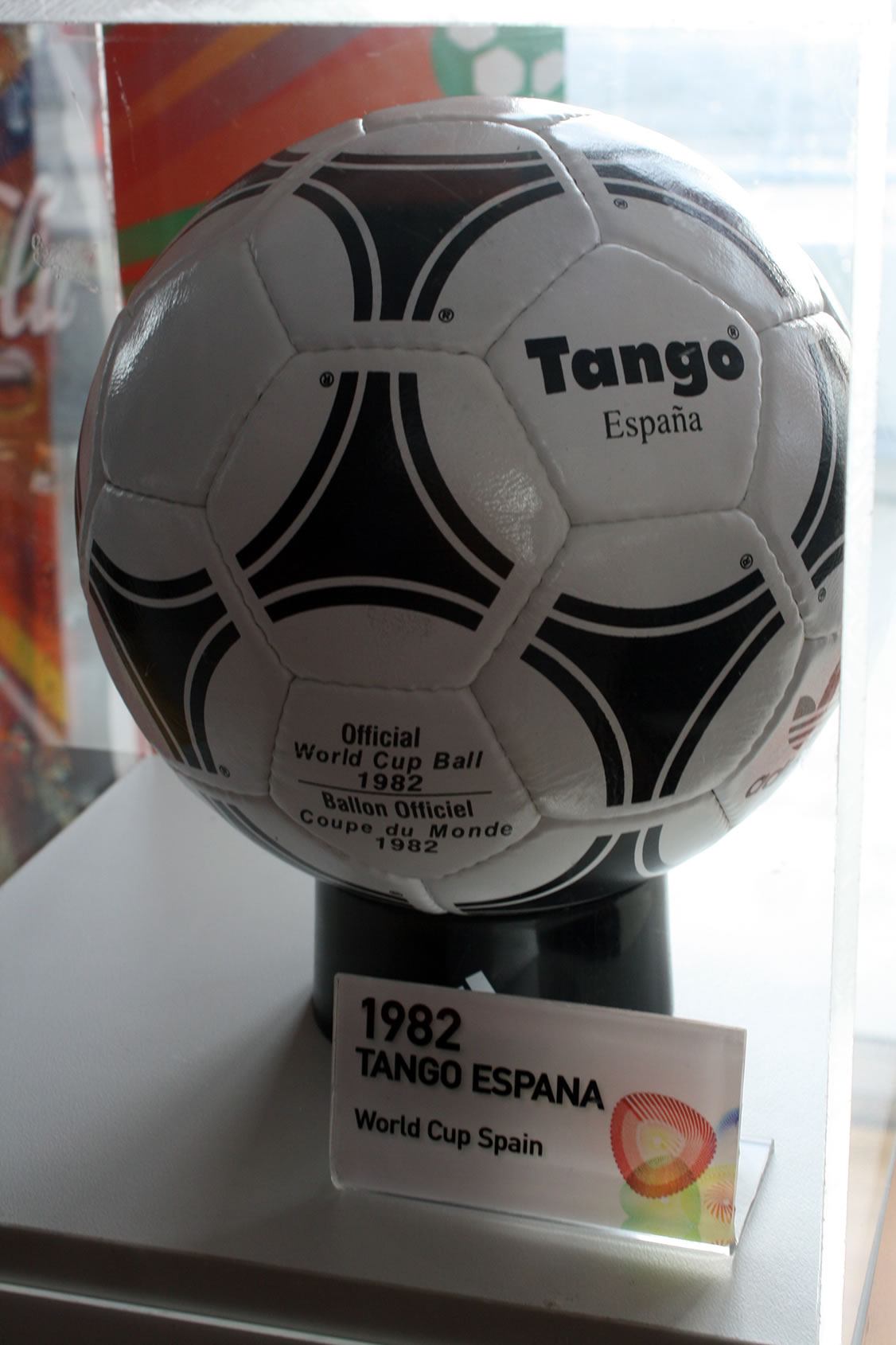
Adidas Tango España (editie WK 1982)

De Tango España was de officiële wedstrijdbal tijdens het FIFA-wereldkampioenschap voetbal 1982 in Spanje. Hij werd ontworpen en gemaakt door adidas. De bal bood een verbeterde weerstand tegen water, door de rubberen voegen. Deze boden geen goede weerstand, waardoor de bal tijdens sommige wedstrijd moest worden gewisseld met een nieuwe. Deze bal was de laatste zuiver leren bal die gebruikt werd tijdens de FIFA-wereldkampioenschappen voetbal.